# Hecmanville
Hecmanville település Franciaországban, Eure megyében. Lakosainak száma 197 fő (2022. január 1.). Hecmanville Berthouville, Boisney, Brionne és Franqueville községekkel határos.

## Népesség
A település népességének változása:
| Lakosok száma | 61   | 86   | 70   | 106  | 165  | 170  | 173  | 187  | 194  | 197  |
|               | 1968 | 1982 | 1990 | 2006 | 2013 | 2015 | 2017 | 2019 | 2020 | 2022 |